# Rue des Jardiniers
La rue des Jardiniers est une voie située dans le quartier de Picpus du 12e arrondissement de Paris.

## Situation et accès
La rue des Jardiniers est accessible à proximité par la ligne de métro 8 à la station Porte de Charenton.

La rue en 2025
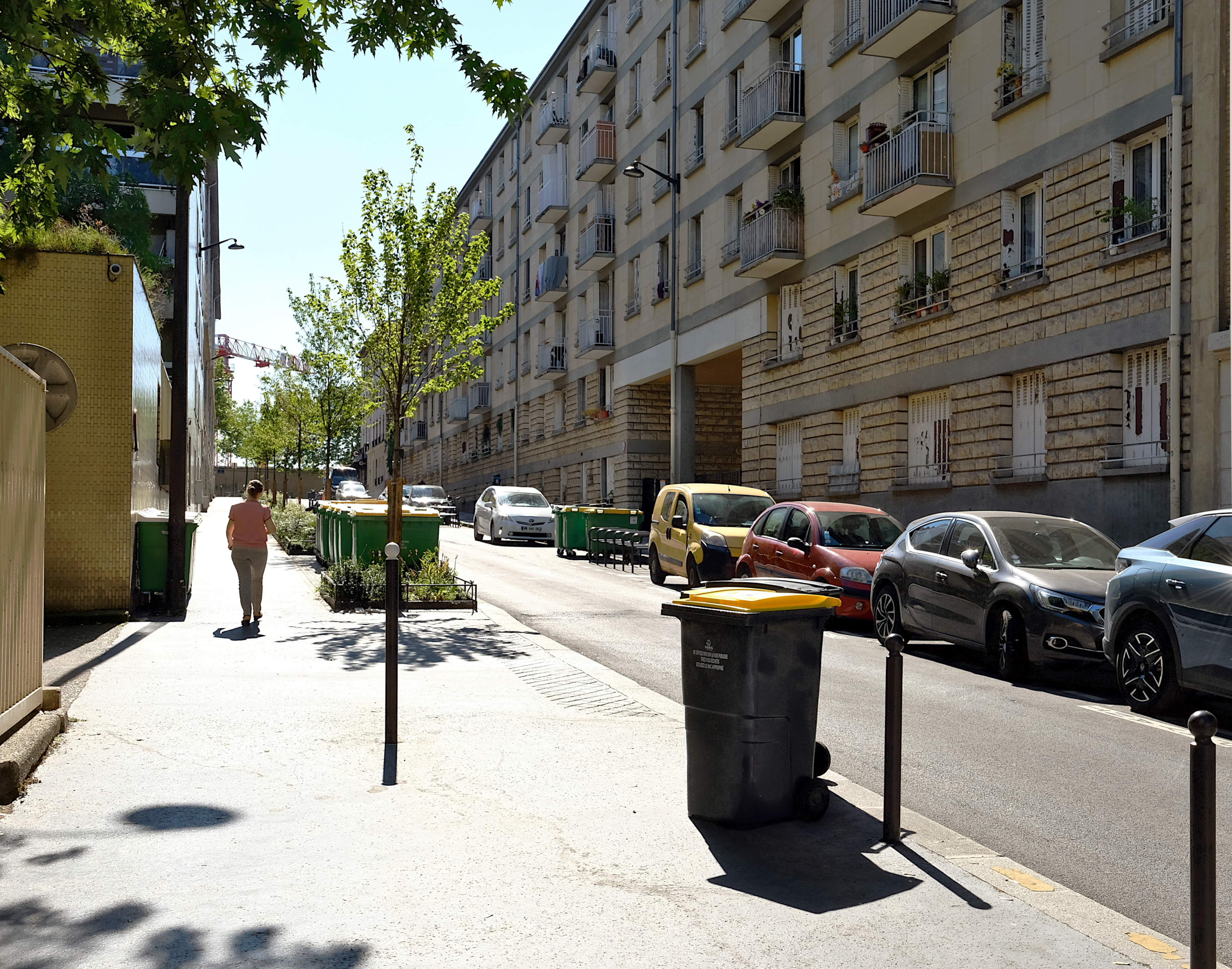
Vers la rue de Charenton.
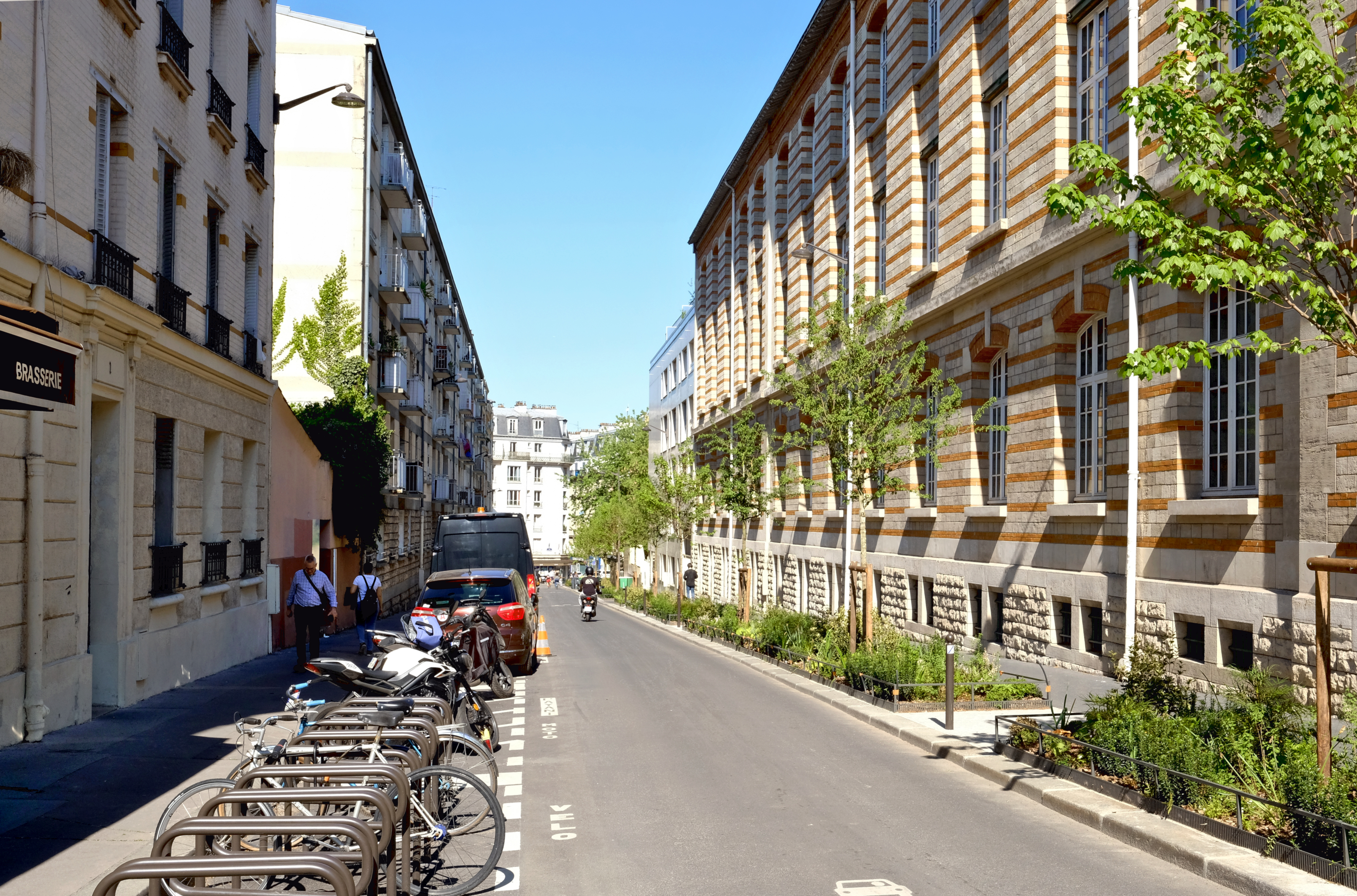
Depuis la rue de Charenton.

## Origine du nom
Elle porte le nom de « rue des Jardiniers » en raison de la présence, dans la zone, de nombreuses cultures maraîchères présentes à la fin du XIXe siècle.

## Historique
Cette voie, de l'ancienne commune de Bercy, présente sur le plan de Roussel de 1730 sous le nom de « chemin des Sureaux », est classée dans la voirie parisienne par décret du 23 mai 1863 et prend sa dénomination actuelle en 1876.